# Panerai
L'Orologeria G. Panerai & C. è un marchio di alta orologeria con sede a Firenze e specializzata nella produzione di orologi subacquei. Dal 1972 la denominazione di azienda è Officine Panerai, decisione presa da Dino Zei, amministratore e direttore dell'epoca.
La proprietà della società è passata nel 1997 alla holding finanziaria svizzera Richemont, portando la produzione da poche centinaia di pezzi annuali alle decine di migliaia attuali.
I possessori e appassionati di questa firma sono chiamati Paneristi: esistono loro circoli in tutto il mondo. 

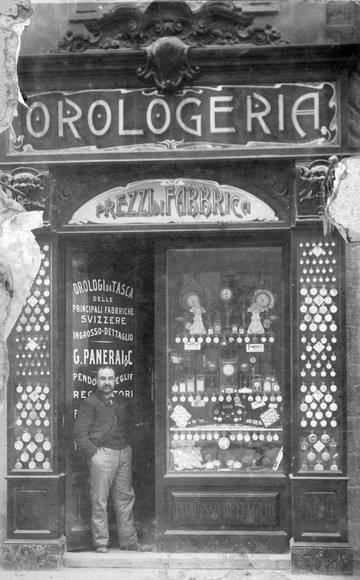
Giovanni Panerai sulla porta dello storico negozio in piazza S. Giovanni a Firenze.

## Storia
Venne fondata nel 1860 a Firenze da Giovanni Panerai (1825-1897), che aprì sul Ponte delle Grazie una piccola attività di lavorazioni meccaniche di alta precisione e di orologeria.
Negli anni seguenti, con la scomparsa di Giovanni Panerai, il nipote Guido (1873-1934), figlio di Leon Francesco (primogenito di Giovanni), prese in mano le redini dell'azienda. Dopo diversi traslochi si trasferì nella sede "storica" per eccellenza in piazza S. Giovanni, di fronte al battistero, nel palazzo arcivescovile. L'Orologeria Svizzera (nome attribuito a Guido) divenne concessionaria delle più importanti marche svizzere di orologi, prima fra tutte Rolex, con la quale si creò un rapporto esclusivo e privilegiato che aiutò a costruire i primi orologi Panerai. Guido Panerai era un uomo ricco di inventiva che frequentò l'accademia delle belle arti ed era anche un pittore di talento; costituì un'altra attività, la "Guido Panerai officina meccanica". Ebbe due figli, Maria e Giuseppe; con quest'ultimo nel 1925 aprì la Guido Panerai & Figlio,, con ragione sociale di commercio di utensili di precisione e forniture d'orologeria". Giuseppe era una persona geniale, un uomo appassionato del proprio lavoro; inventò e brevettò le più disparate cose, ma l'invenzione della "svolta" fu quella del Radiomir. Era un procedimento per rendere autoluminosi quadranti di strumenti, congegni di mira e reticoli per cannocchiali. Il procedimento era ottenuto impiegando una miscela di fosforo e materiale radioattivo in pasta, che veniva introdotta in alveoli ricavati nel materiale costituente il quadrante dello strumento o il reticolo del cannocchiale, oppure in tubetti di materiale trasparente. Il Radiomir portò l'attenzione della Regia Marina verso questa azienda; celebri i traguardi autoluminosi dei MAS ed i sistemi di puntamento per cannoni. Negli anni seguenti le attività dell'azienda divennero totalmente condizionate dalle necessità della Regia Marina.

## Evoluzione

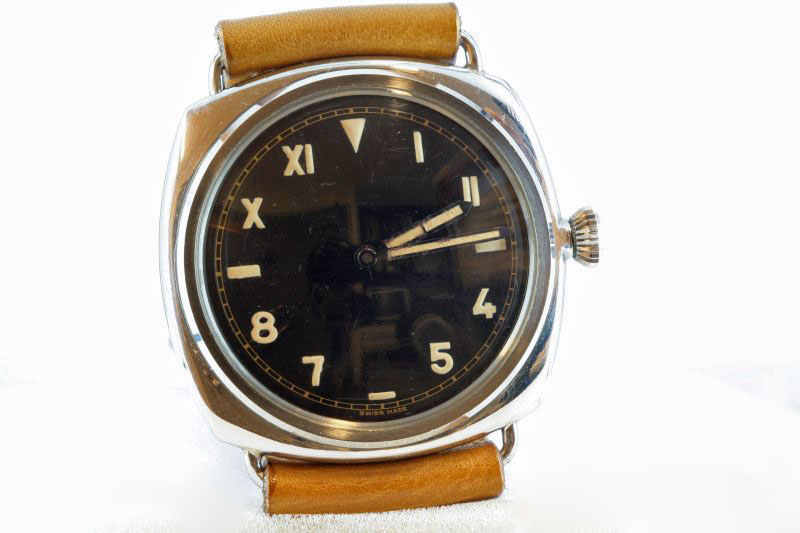
Radiomir del 1936 con cifre romane ed arabe

Nel 1936 il primo gruppo sommergibili della Regia Marina richiese alle officine Panerai un orologio da polso in grado di affrontare le immersioni in mare e che offrisse visibilità in acque profonde e non limpide: nacque l'orologio Radiomir. Vennero approntati ovviamente dei prototipi, con quadranti di varie tipologie e indici a barretta e punti, incluso un quadrante California dial d'ispirazione Rolex, ovvero con numeri romani nella metà superiore e arabi in quella inferiore.
Poi si adottò il quadrante con cifre arabe ai punti cardinali e indici a barretta, in uno dei primi prototipi con quadrante composito in bachelite, fissato al fondo in ottone tramite 2 rivetti al centro del quadrante stesso.
Nel 1938 iniziarono le prime forniture alla Regia Marina. Il quadrante era a sandwich, detto anche modello Parigi (dal cognome del suo inventore), cioè composto da due parti: la parte inferiore era uno "scatolino" che conteneva la miscela al radio (contenuta da un velo di plexi) e la parte superiore con i numeri e gli indici traforati. La cassa era in acciaio a forma di cuscino 47mm, con anse saldate a filo, corona a vite con inciso la corona Rolex.
Il fondello a vite di forgia era personalizzata con apertura tramite una chiave speciale sfaccettata di fornitura Rolex. All'interno del fondello c'erano i punzoni di Rolex ed i numeri seriali e di referenza.
Il vetro era una specie di plexi, chiamato Perspex, di circa 4 mm di spessore. Questi orologi furono al polso, durante la seconda guerra mondiale, dei marinai dei mezzi d'assalto della Xª Flottiglia MAS e del gruppo Gamma, come parte dell'equipaggiamento individuale insieme a bussole e profondimetri; erano al polso di Luigi Durand de la Penne ed al suo secondo Emilio Bianchi, una delle tre coppie di assaltatori della Xª MAS della Regia Marina che, a bordo del Maiale (SLC Siluro a Lenta Corsa), nel dicembre del 1941 sferrarono un attacco alla marina britannica nel munito porto di Alessandria d'Egitto, affondando le due navi ammiraglie della flotta inglese nel Mediterraneo. Erano al polso della MOVM Luigi Ferraro quando da solo, nella primavera del 1943, affondò quattro navi al largo del porto di Alessandretta (Turchia). Erano al polso di Licio Visentini, altra Medaglia d'Oro della Xª MAS, quando dal ventre della Nave Olterra uscì con il suo SLC all'attacco del porto di Gibilterra.

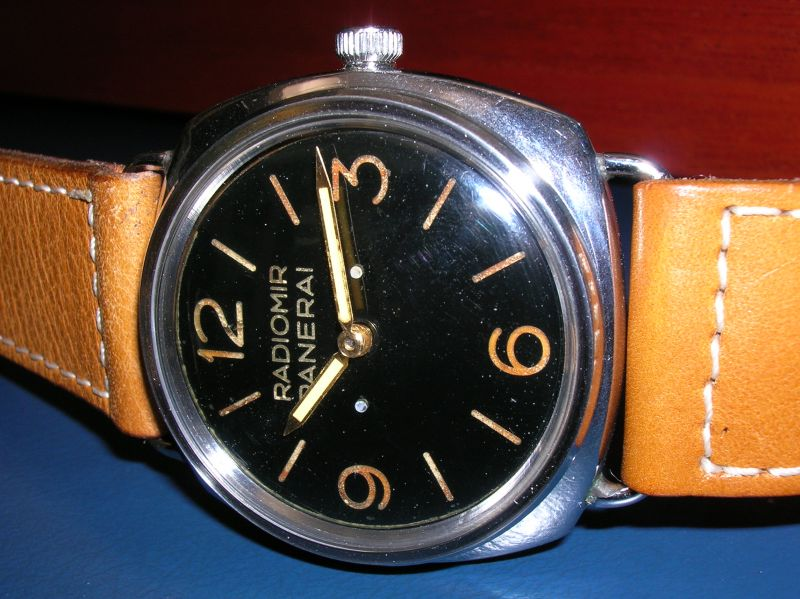
Radiomir, quadrante con cifre arabe ai punti cardinali

Vennero assegnati anche a soldati di altre nazioni, i Kampfschwimmer tedeschi della KM, che si addestrarono dai Gamma della Xª Flottiglia MAS durante il periodo della RSI in Italia. Questi orologi erano privi di dicitura sul quadrante, anonimi, ma di sicura fabbricazione Panerai.
Tutti i cinturini montati sui Panerai erano in pelle fustellata e di lunghe dimensioni, per essere indossati sopra la muta, con una fibbia ad ardiglione opportunamente dimensionata. Oltre agli orologi la Panerai fornì altri oggetti da polso, quali bussole e profondimetri con varie scale per diversi usi; questi oggetti avevano un diametro di circa 70 mm ed ora sono molto ricercati dai collezionisti.

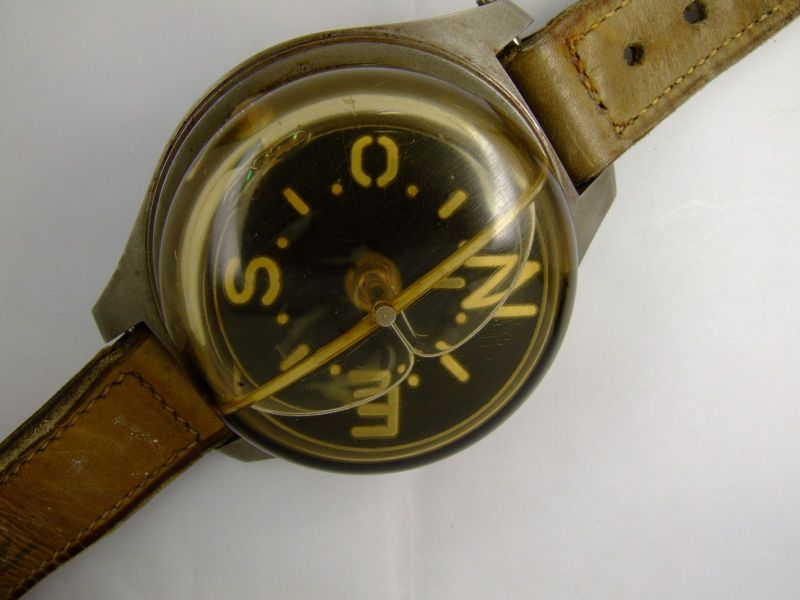
Bussola

Durante il conflitto le "Officine meccaniche G.Panerai & figlio" intensificarono i progetti per la Regia Marina, alcuni commercializzati o meglio venduti alla Marina stessa ed altri rimasti allo stato di prototipo. Questo fu il caso del cronografo Mare Nostrum: orologio realizzato in un paio di esemplari e destinato agli ufficiali della Marina, vedrà la commercializzazione solo in un futuro lontano.

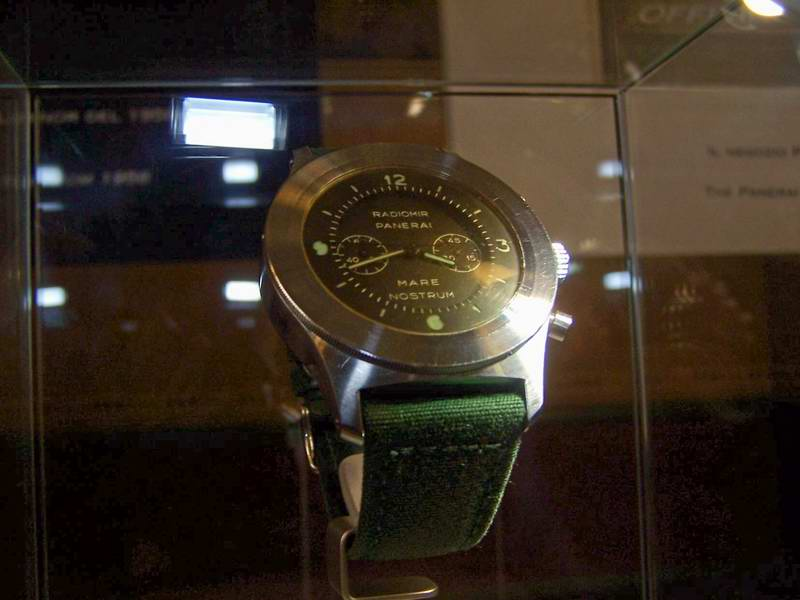
Prototipo di Mare Nostrum

Sempre durante il conflitto, venne evoluto soprattutto il progetto Radiomir; l'esperienza e l'utilizzo prolungato in ambienti ostili evidenziarono dove intervenire per migliorare: per prima cosa le anse a filo vennero abbandonate, in quanto tendevano a dissaldarsi, piegarsi ed anche a strapparsi.
A volte però l'uso prolungato della corona usurava la guarnizione di tenuta della stessa e non garantiva quell'impermeabilità necessaria all'orologio che si allagava; questo inconveniente venne risolto con un brevetto che oggi è il marchio di fabbrica dei Panerai, ossia il ponte proteggi corona: una mezzaluna in acciaio con una leva eccentrica che serra la corona sempre alla stessa posizione. Brevetto semplice ma efficace, il suo disegno rende l'orologio inconfondibile (la tenuta stagna dell'orologio è di 20 atm pari a 200 m). Questo dispositivo verrà brevettato solo nella seconda metà degli anni cinquanta, ma il suo utilizzo era in opera già da oltre un decennio.

Nel dopoguerra la collaborazione tra la Panerai e la neonata Marina Militare Italiana continuò. Vennero richieste nuove forniture da affidare ai propri reparti speciali, oltre a orologi, bussole, profondimetri, torce e coltelli, tra cui il coltello Galeazzi, costruito su specifiche del neonato Comsubin.

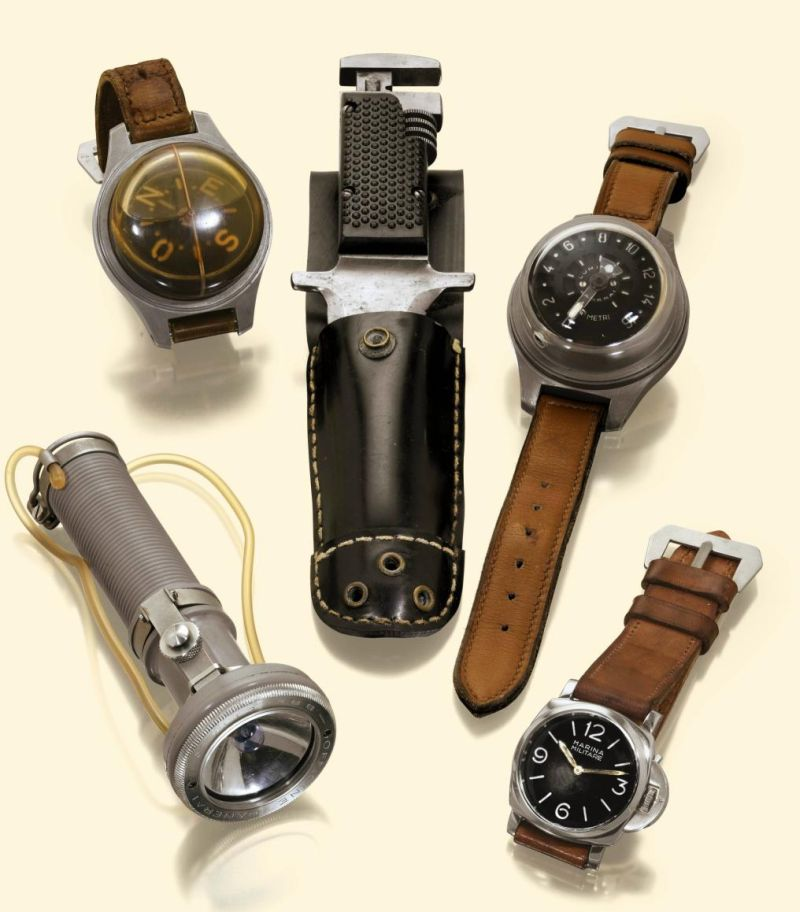
Orologio, bussola, profondimetro, torcia, insieme al coltello Galeazzi costruito su specifiche del Comsubin

Tuttavia un elemento distintivo degli orologi Panerai non poteva più essere usato perché considerato nocivo, il Radiomir; venne così studiata una miscela a base di trizio, che venne chiamata LUMINOR, che sostituì anche la dicitura sui quadranti stessi. Il Luminor fu l'orologio Panerai del dopoguerra, anche se ci saranno altre forniture con quadranti al Radiomir, casse con corona e movimento Rolex.

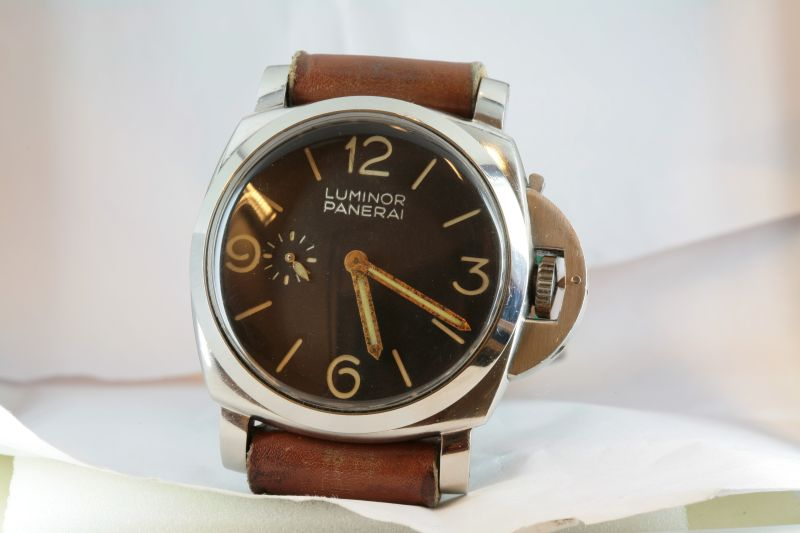
Uno dei primi Luminor

I quadranti di questo periodo potevano avere diverse diciture: Luminor Panerai, Marina Militare, oppure entrambe le diciture.

## Anni cinquanta
Non solo la Marina Militare italiana si servì di Panerai: nella prima metà degli anni cinquanta, fu l'Egitto con la sua marina a chiedere una fornitura speciale di orologi e di strumenti da polso (questo perché le due marine erano a stretto contatto tra loro). Panerai creò un orologio di spessore inferiore e impermeabilità ridotta 10 atm/100m; questo modello utilizzava solo il movimento Rolex ed il quadrante al Radiomir. Vennero prodotti circa 30 esemplari; i collezionisti lo ribattezzarono Egiziano piccolo.

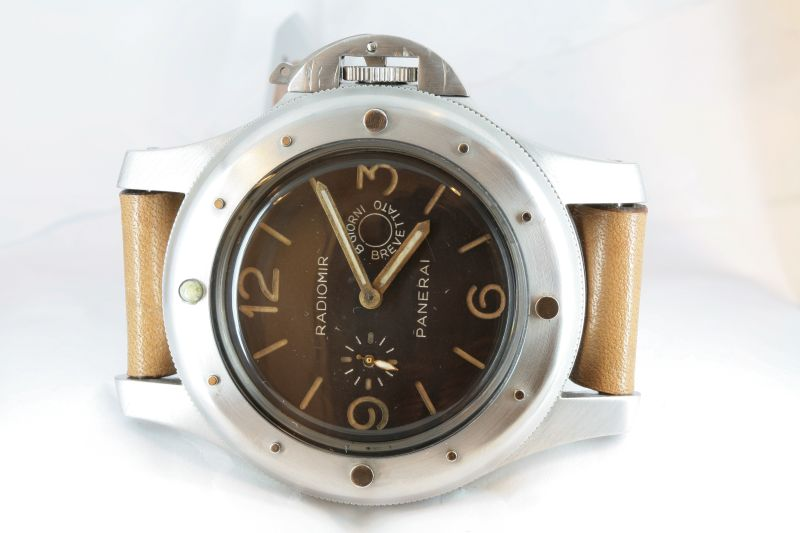
Egiziano grosso

Nel 1956, sempre la Marina Egiziana richiese un'altra fornitura alla Panerai con specifiche di tenuta maggiori rispetto alla precedente, l'utilizzo del ponte proteggicorona e l'aggiunta di una ghiera girevole con scatti di 5 min in 5 min per il calcolo dei tempi di immersione; le sue dimensioni erano di 60mm di diametro senza contare le anse e il ponte proteggi corona, il fondello era serrato alla lunetta interna alla ghiera girevole da 6 viti antimagnetiche ed il quadrante al Radiomir, prodotto in una cinquantina di esemplari più svariati prototipi.

## Anni sessanta
Negli anni sessanta anche la marina israeliana chiese forniture alla Panerai. Venne studiato per gli israeliani un prototipo a doppio ponte, dove il secondo ponte a mezzaluna serviva a bloccare la ghiera girevole tramite una levetta. Tale progetto rimase solo sotto forma di prototipo.

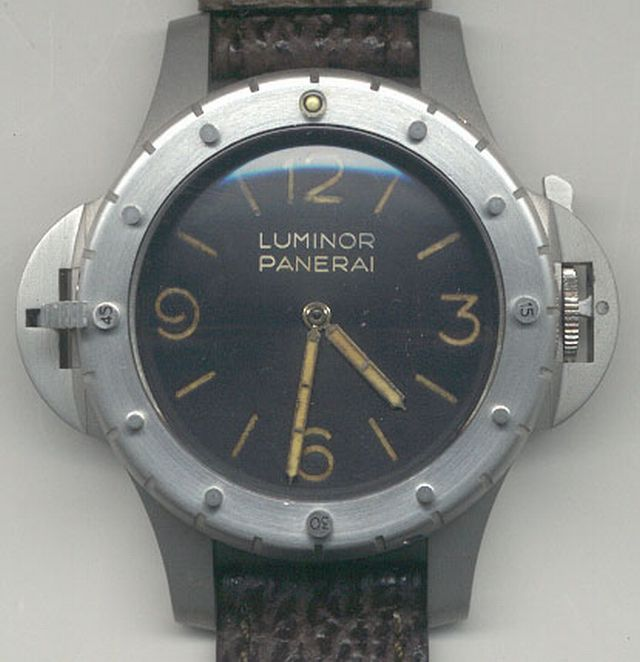
Prototipo del Doppioponte

Il metodo di costruzione del modello israeliano era simile a quello egiziano: 6 viti che dal fondello si stringevano alla ghiera passando attraverso la carrure, il tutto logicamente con delle guarnizioni di tenuta tra i singoli elementi. Furono fornite, oltre agli orologi, bussole di diversi modelli.

## Anni settanta

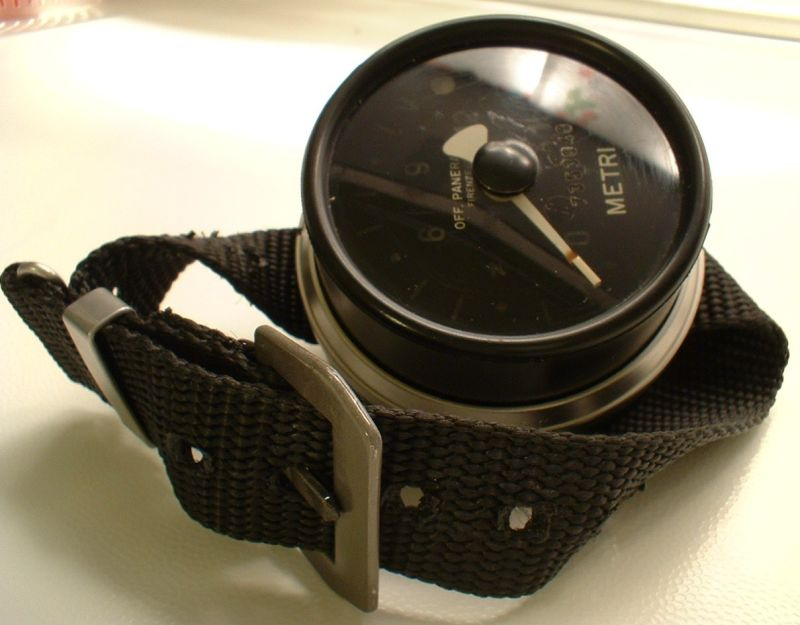
Profondimetro a membrana con indicazione a lancetta, scala a 15 metri e quadrante al fisso, degli anni settanta

Nel 1972 morì Giuseppe Panerai e la denominazione divenne Officine Panerai Srl; l'azienda, che prima era conduzione familiare, cambiò ragione sociale e il neo-direttore divenne un giovane ufficiale della Marina Militare Italiana, l'ing. Dino Zei (che gestirà l'azienda per alcuni decenni), che proveniva dal reparto del COMSUBIN ed aveva lavorato a stretto contatto con Giuseppe e da lui aveva imparato a condurre l'azienda: fu proprio il volere di Giuseppe a portarlo alla guida delle Officine Panerai. In questi primi anni settanta le forniture alla Marina Militare proseguirono copiose e si studiarono nuovi prodotti che risposero positivamente alle esigenze di un reparto così particolare quale il raggruppamento Teseo Tesei (nome che viene dal progettista del SLC e ufficiale della Xª MAS morto in azione nel luglio del '41 a Malta e medaglia d'oro alla memoria). Qui lo studio della bussola da polso si evolse con una rosa dei venti su un quadrante troncoconico che permetteva la lettura anche se la bussola non era perfettamente in asse; gli indici e le lettere che indicavano i quattro punti cardinali erano trattati al Luminor. Il corpo era in alluminio e la calotta in plexi con una linea di fede; c'era anche una ghiera girevole con 2 indici luminescenti applicati. 

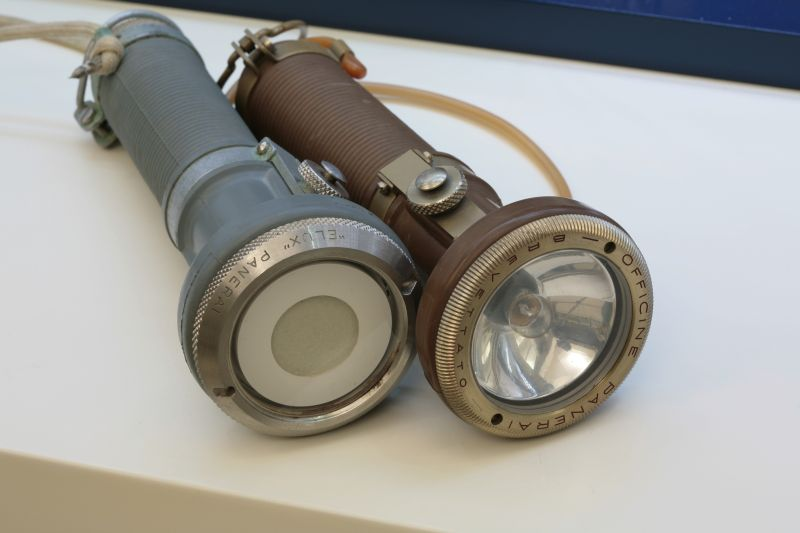
Due torce di forma classica, di cui una ha una lampadina come fonte di luce e l'altra utilizza un brevetto Panerai di nome Elux, nella quale la lampadina è sostituita da un disco elettroluminescente; il disco si illumina ed emette una luce biancastra

A questa bussola ne seguì un'altra con la calotta nera, con solo una finestra aperta sulla rosa dei venti troncoconica (dalla quale era possibile leggere un settore pari a 45 gradi); gli indici e le lettere che indicavano i punti cardinali erano trattati al trizio, ma erano anche illuminati da un tubetto inserito sotto la calotta stessa; questa novità era ancora un nuovo brevetto di autoluminescenza chiamato TRASER, delle microampolle contenenti del gas di trizio. Per la realizzazione del TRASER i tecnici Panerai si ispirarono al loro primo famoso brevetto: il Radiomir: allora nelle ampolle c'era la miscela di radio, ora gas di trizio. Le indicazioni della bussola erano sfasate di 180 gradi per l'utilizzo a traguardo.
Nella seconda serie di bussole, del periodo a cavallo degli anni settanta-ottanta, la ghiera girevole non venne più usata, ma il principio di funzionamento cosiddetto "a traguardo" era lo stesso ed anzi questa bussola venne anche utilizzata su dispositivi quali trascinatori individuali.
Anche i profondimetri ebbero delle modifiche: dal sistema a "Bourdon" (nome derivante dal suo inventore) si passò al sistema a membrana. In questi anni, oltre agli oggetti da polso, Panerai produsse diversi modelli di torce per l'utilizzo subacqueo.

## Anni ottanta

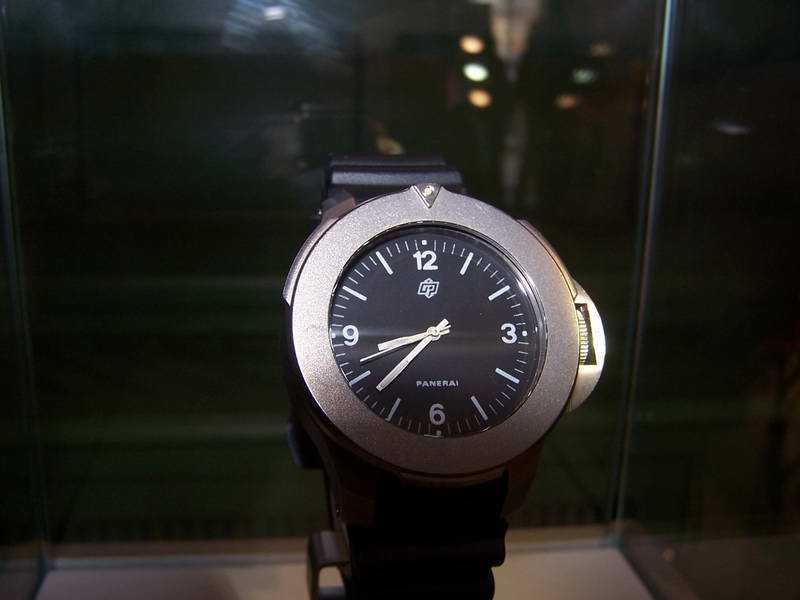
Prototipo Panerai

Nella seconda metà degli anni ottanta fu progettato un orologio per le grandi profondità, impermeabile a 1000 m, in titanio con movimento ETA automatico e indicazione di ore, minuti e secondi. Il quadrante era trattato al trizio e presentava i classici numeri arabi al 3, 6, 9 e 12: oltre agli indici a barretta aveva anche la minuteria sull'esterno del quadrante ed il marchio OP faceva la sua comparsa per la prima volta su un segnatempo della casa, mentre le lancette delle ore e dei minuti avevano i Traser al posto del classico trizio. Questo orologio rimase solo allo stato di prototipo.

## Produzione attuale
Nel 1997 Officine Panerai venne acquisita dall'holding finanziaria svizzera Richemont; dal 2002 ha una propria manifattura a Neuchâtel, ove vengono prodotti i movimenti interni e gli orologi. Panerai insieme a Bulgari e Wyler Vetta hanno rappresentato l'orologeria italiana nel mondo.

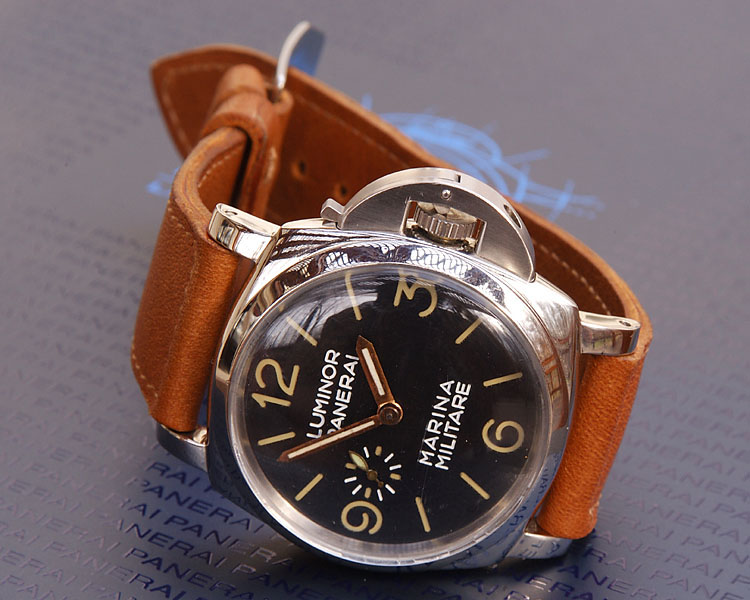
Una riproduzione attuale del Luminor

Negli anni duemila l'azienda ha costruito il suo primo movimento, mentre in passato aveva sempre utilizzato movimenti di altri marchi (Rolex, Jaeger LeCoultre). Panerai oggi produce principalmente orologi che sono repliche stilistiche del Radiomir e del Luminor, con diverse variazioni nei colori e i materiali usati. Dal 1997, inoltre, fa uscire ogni anno degli orologi a tiratura limitata, denominati Special Editions. Di questi orologi, Panerai produce intenzionalmente un numero di pezzi inferiore a quella che sarebbe la domanda del mercato: il fine è quello di mantenere un'immagine di esclusività e giustificare prezzi elevati. Una di queste edizioni speciali porta il nome (e l'autografo nel retro) di Sylvester Stallone.
Nel 2014 è stata aperta la nuova maison a Neuchatel, a emissioni zero.

Dal 1º aprile 2018 il secondo AD del marchio è Jean-Marc Pontroué, che è succeduto ad Angelo Bonati, che ha guidato la marca per 20 anni.